# Lotsudden

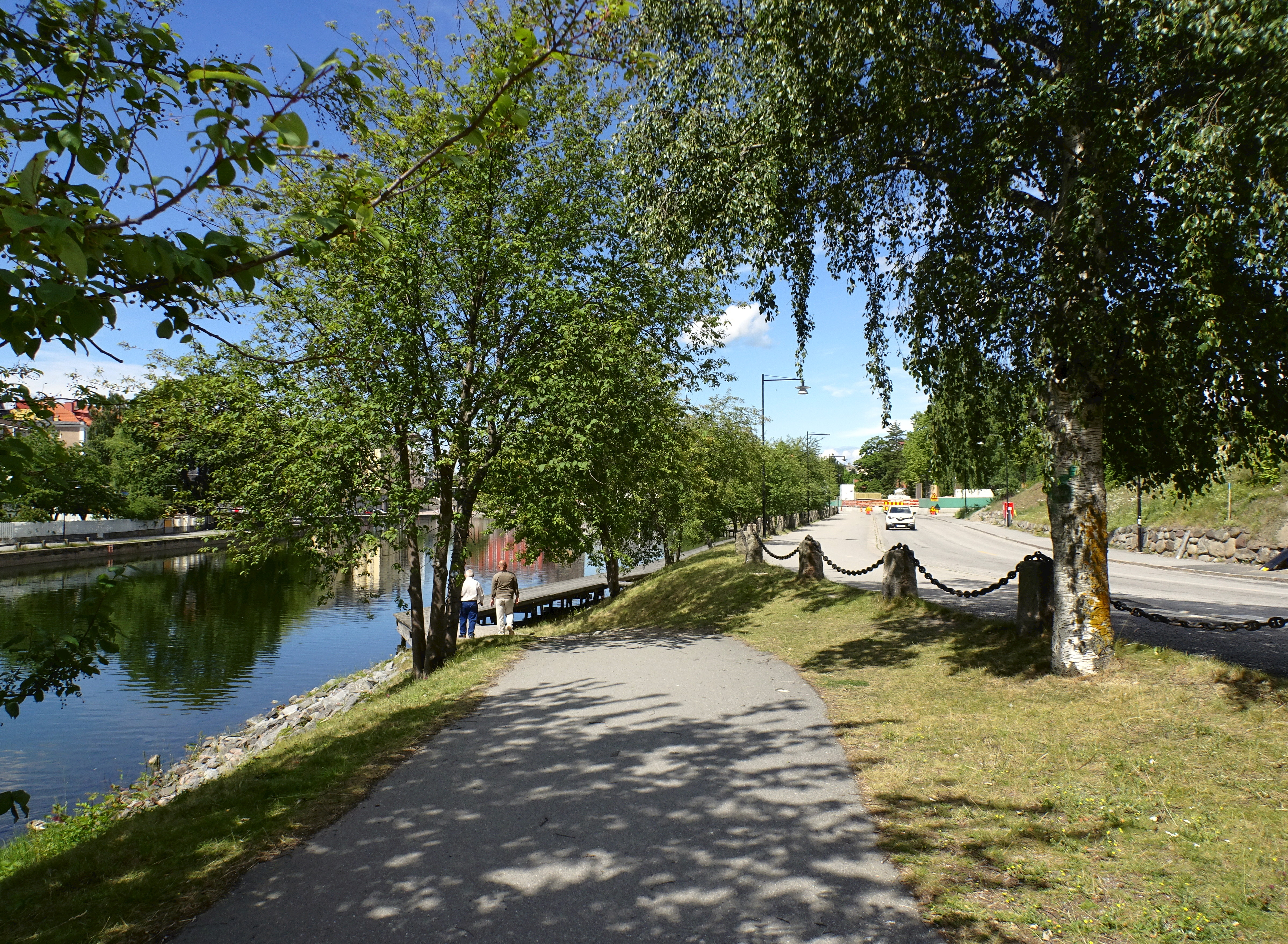
Lotsudden med äldre kättingar och granitstolpar längs Slussgatan, till vänster ligger Maren, juli 2017.

Lotsudden är en halvö i centrala Södertälje, som är belägen mellan sjön Maren och Södertälje kanal. Dominerande anläggning vid Lotsudden är Södertälje sluss med Lotskontoret. 

## Allmänt
Idag avses namnet ”Lotsudden” vanligtvis betyda halvöns yttersta udde, där bland annat sjöfartsverket har kontor och ett utomhuscafé finns. Tidigare svängde dock kanalen ut i Maren vid Vänortsparken, där en låg stenbron idag finns som kallas Blindtarmen. På den tiden kallades den platsen för Lotsudden. När den nya kanalen togs i bruk 1924 flyttade man benämningen Lotsudden till den udde som ligger söder om nya Slussen. Ett viktigt inslag från äldre tider är bevarade kättingar och granitstolpar längs Slussgatan. 
Från Lotsudden leder Marenbron över till Saltsjögatan. Här fanns en provisorisk bilbro mellan 1962 och 1993 som ersattes av en gång- och cykelbro.

## Byggnader

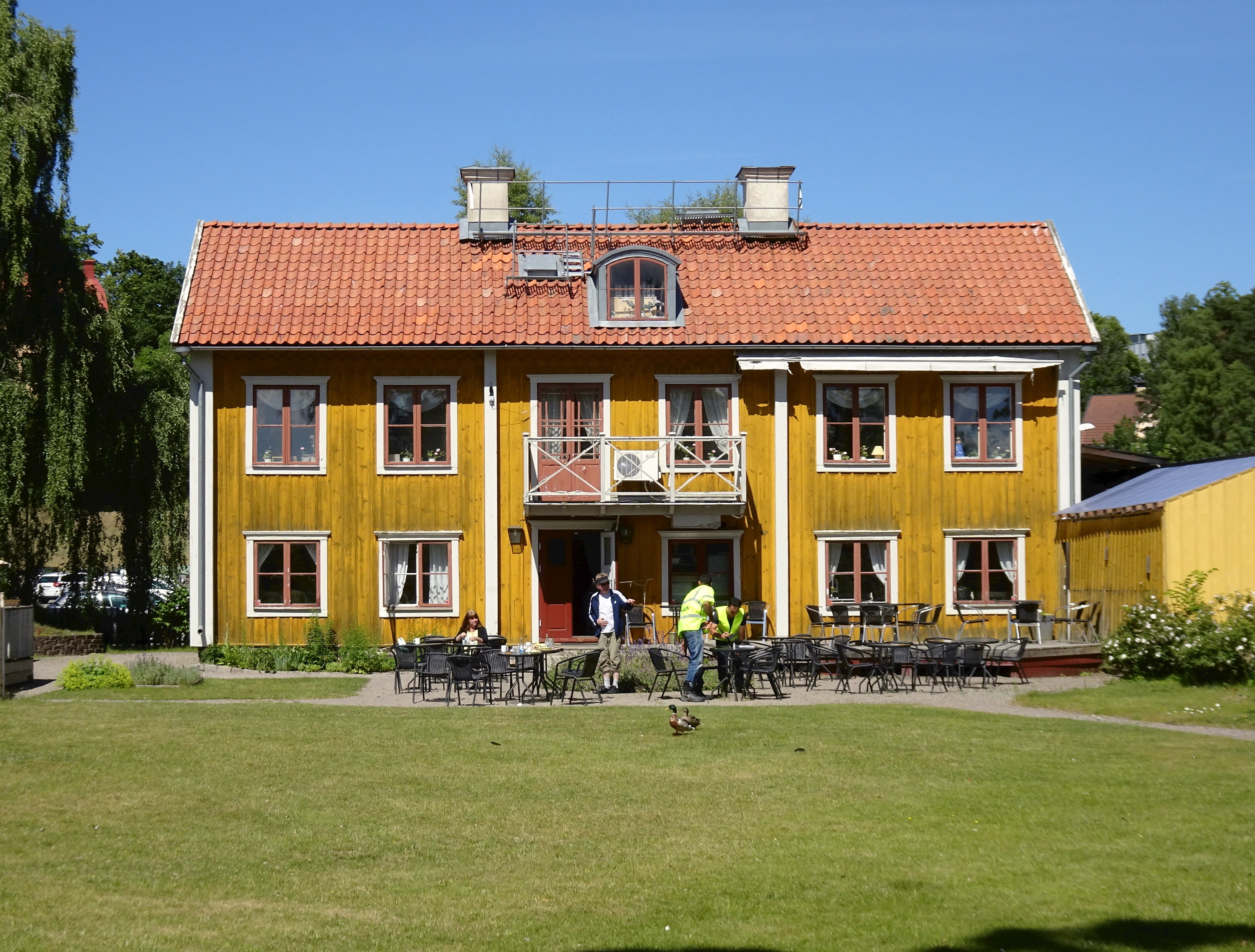
Wendela Hebbes hus, 2017.

På Lotsudden finns ett antal intressanta byggnader. De flesta har anknytning till den maritima verksamheten på udden och utgör enligt kommunen en sammanhängande industrihistoriskt värdefull miljö från 1920-talet. Längst i söder hade Sjöfartsverket sina underhålls- och verkstadslokaler samt förrådsbyggnader. 
Helt dominerande är själva slussanläggningen med slusskammare, klaffbro och manövertornet/lotskontoret. Lite längre norrut återfinns Kanalmästarebostaden med 1920-talsklassicistiska stildrag.
Norr om Blindtarmen i området kring Vänortsparken märks Wendela Hebbes hus (hitflyttat 1995) som är uppkallad efter Wendela Hebbe och  invigdes som författarmuseum i maj 1998. Intill står det så kallade Sorbonska huset, uppkallad efter fotografen David Sorbon som hade sin fotoateljé här. Sorbon var en duktig porträttfotograf samt hovfotograf och känd i Södertälje. Sorbonska huset byggdes 1907 efter ritningar av arkitekt Hjalmar Cederström och är en av Södertäljes bevarade jugendbyggnader.

## Övrigt
Fram till årsskiftet 2019/2020 är stora delar av södra Lotsudden otillgängliga för allmänheten. Det är omfattande byggarbeten som utförs sedan 2016 i ramen för Mälarprojektet. Där ingår bland annat nya slusshuvuden, slussportar, slusskammare, teknikhus, ny klaffbro över kanalen, ny spont längs stora delar av kanalen samt nya gångvägar längs med kanalen.

## Bilder

Byggnader
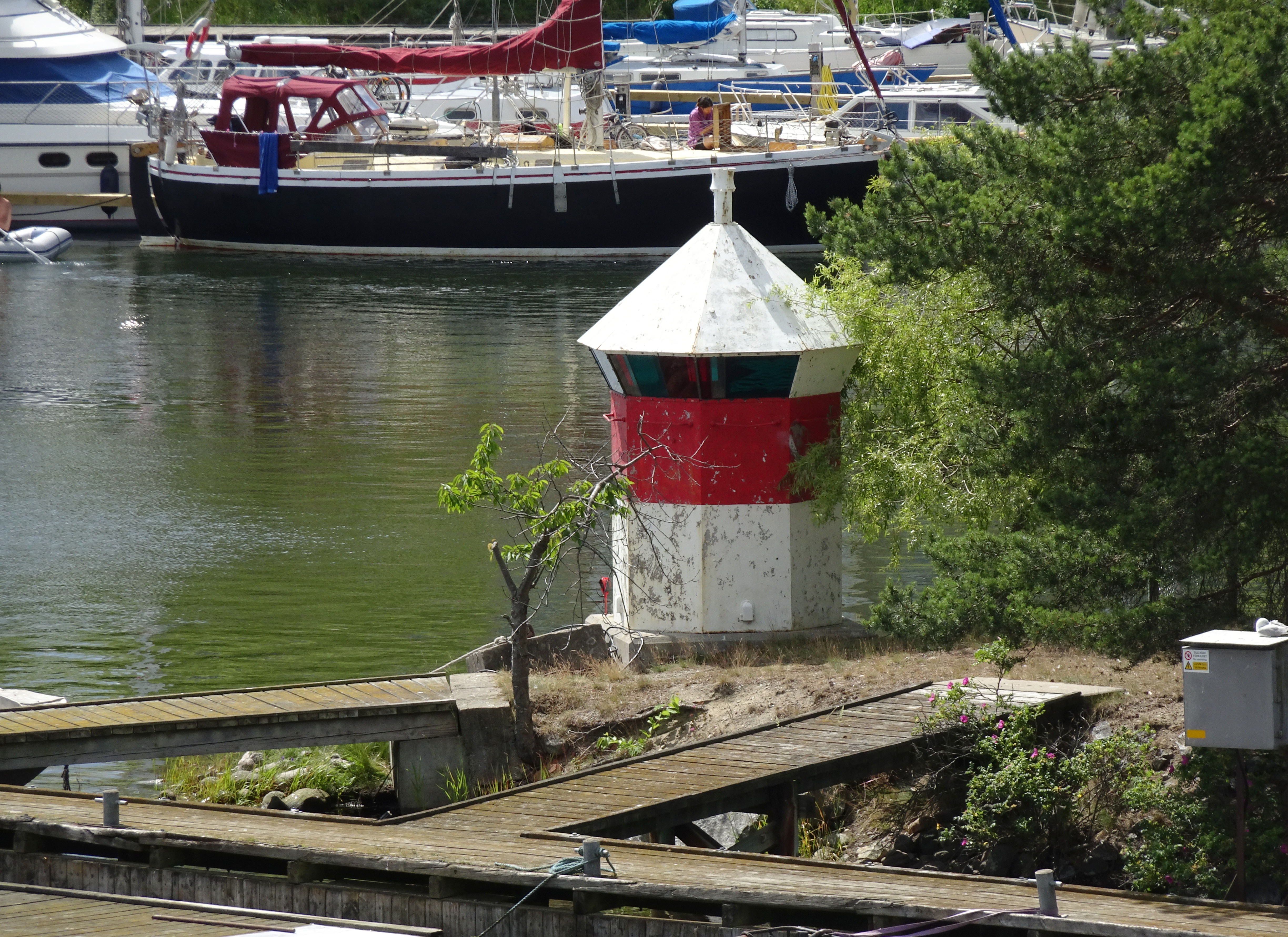
Lotsuddens fyr, längst i söder (flyttades till Lotsudden 1998).
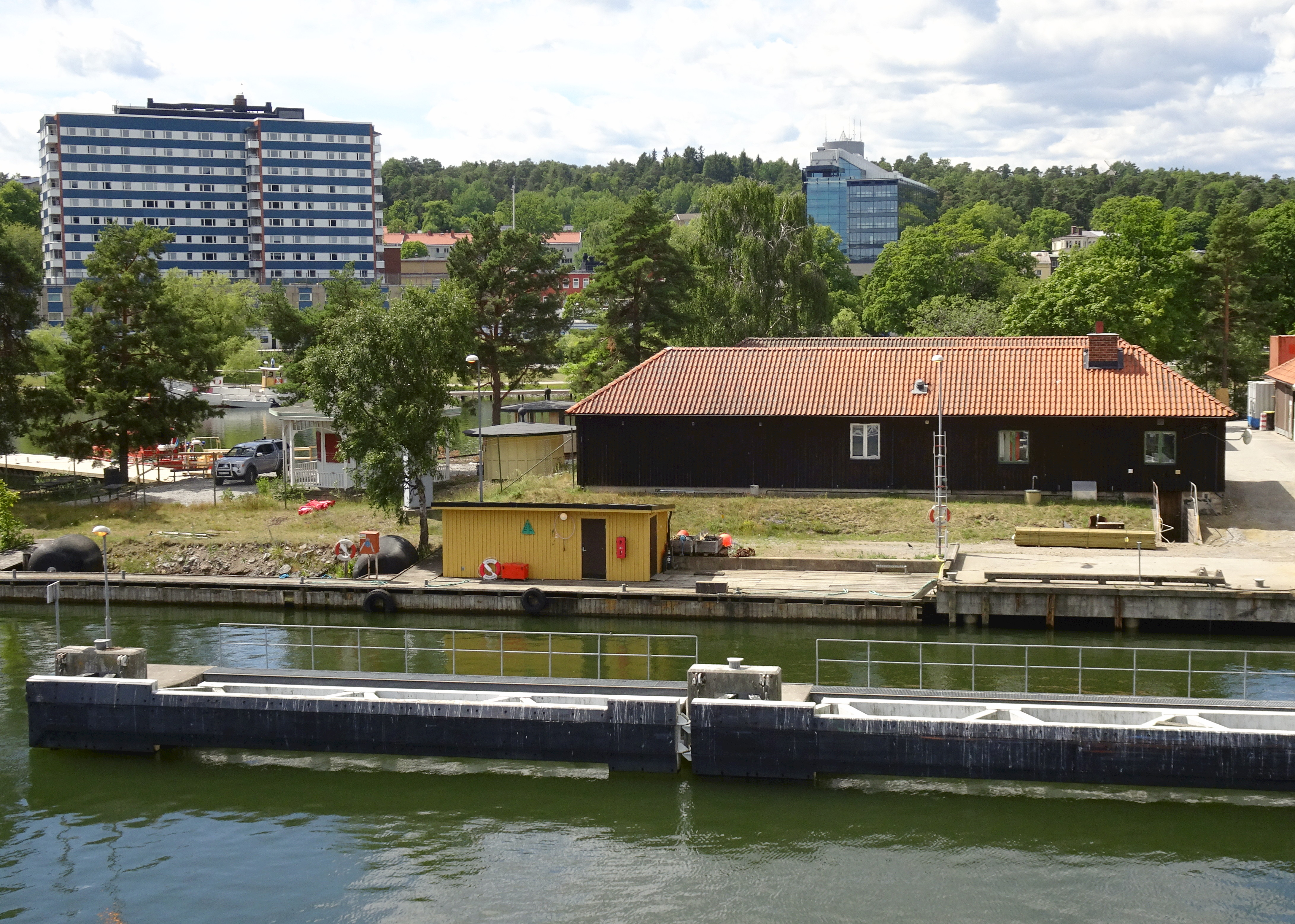
Sjöfartsverkets gamla verkstadslokaler och förrådsbyggnader.
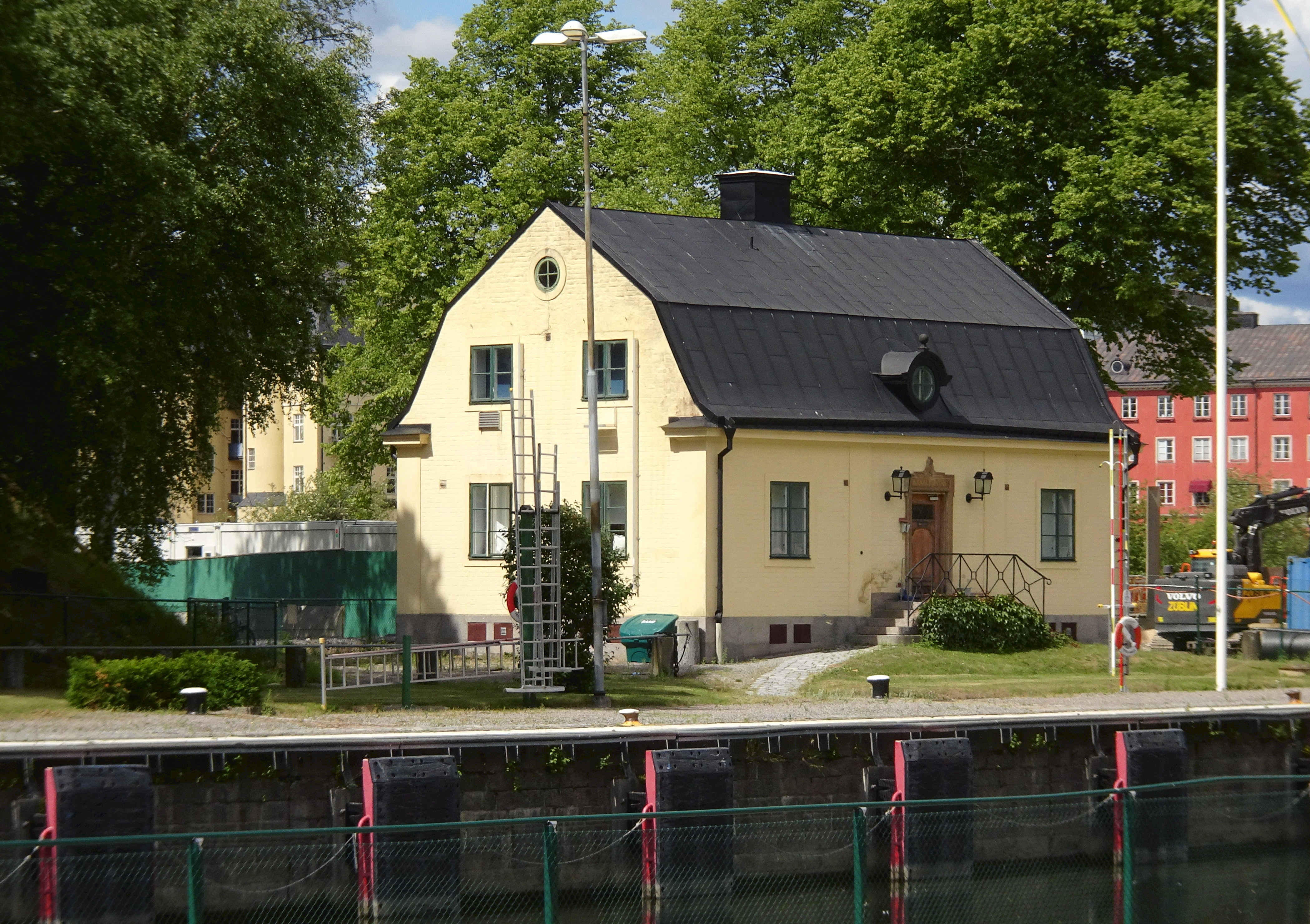
Gamla kanalmästarebostaden.
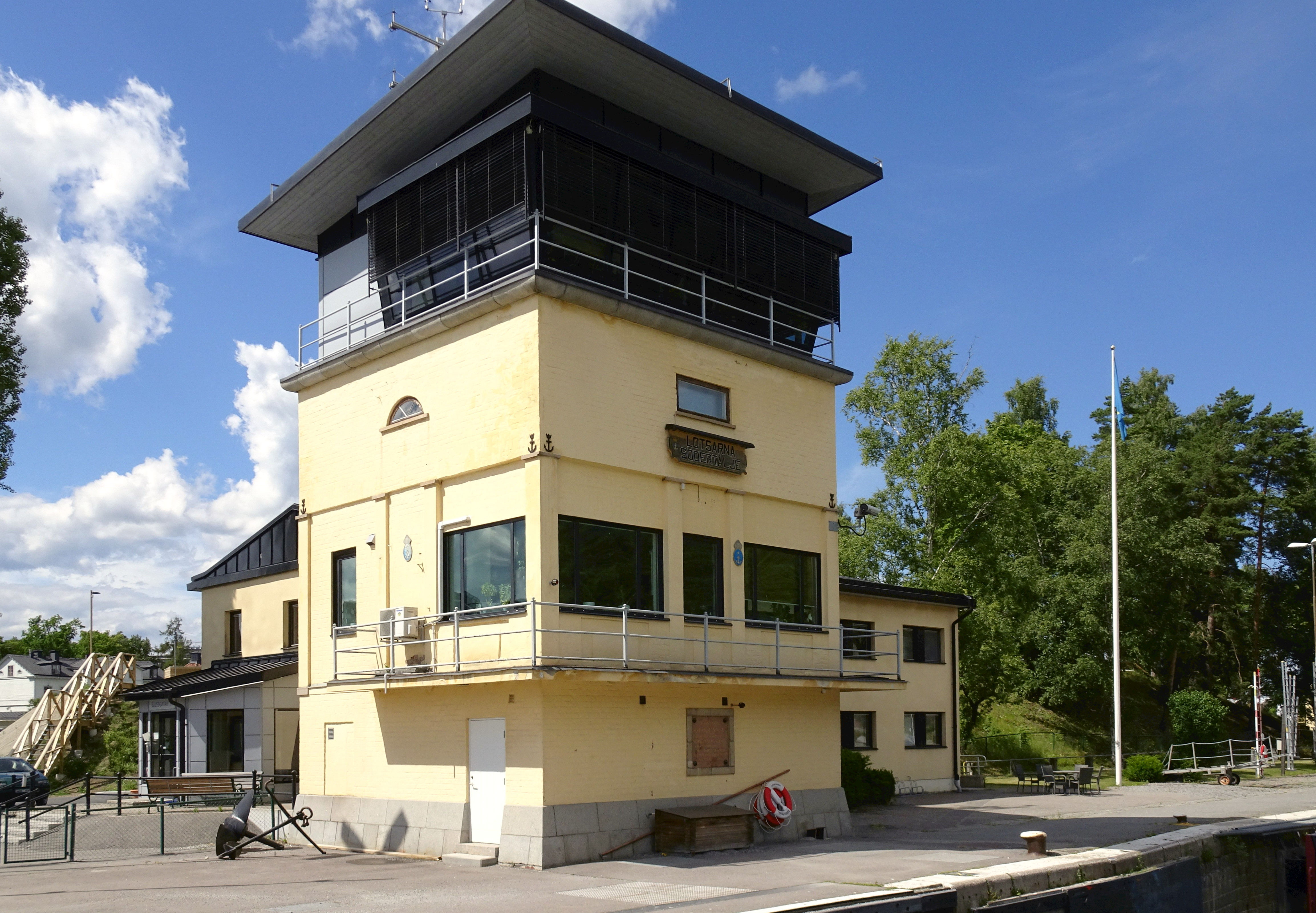
Lotskontoret från 1924, påbyggd 1998.

Miljöer
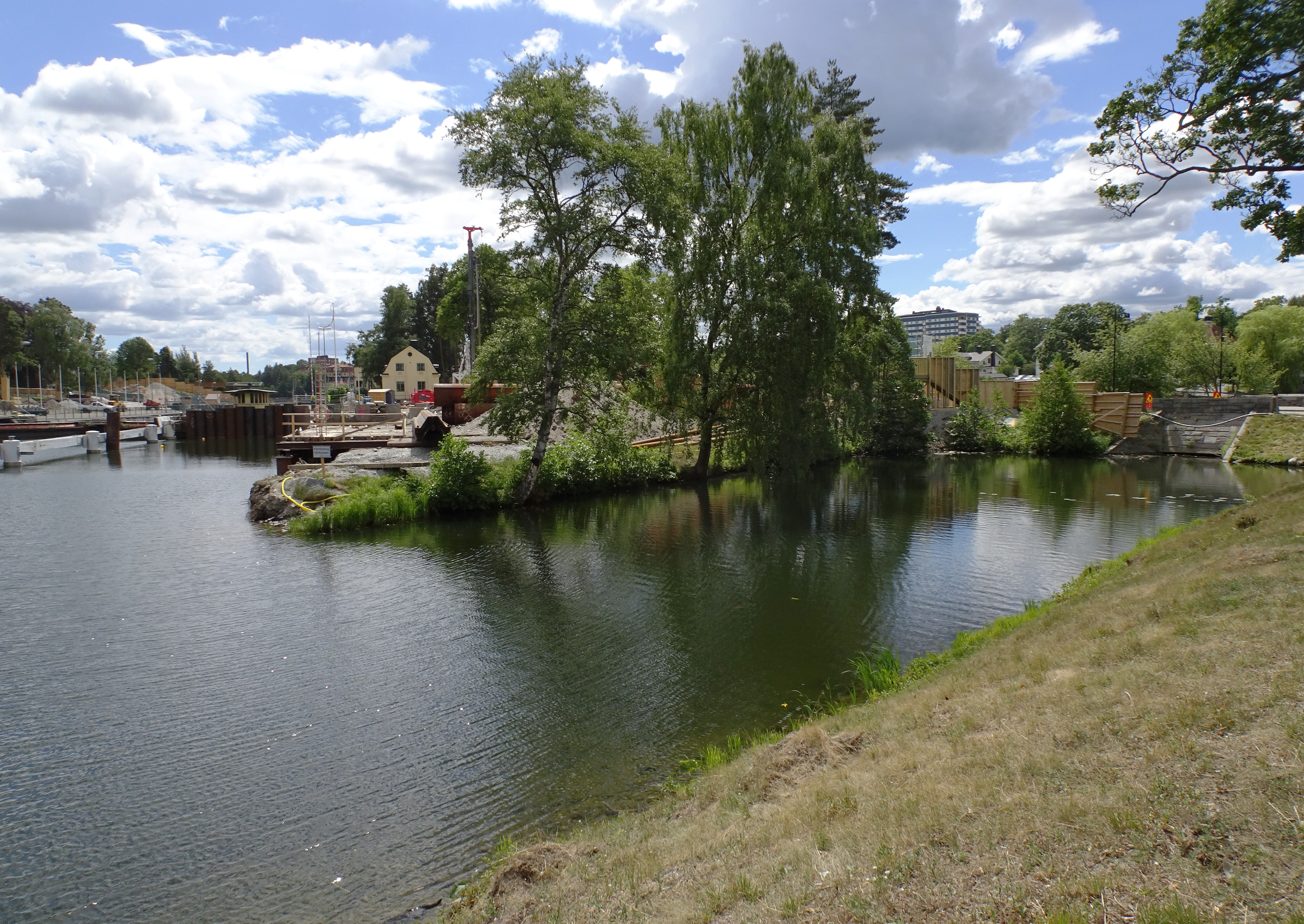
Den så kallade "Blindtarmen" mellan södra och norra udden.
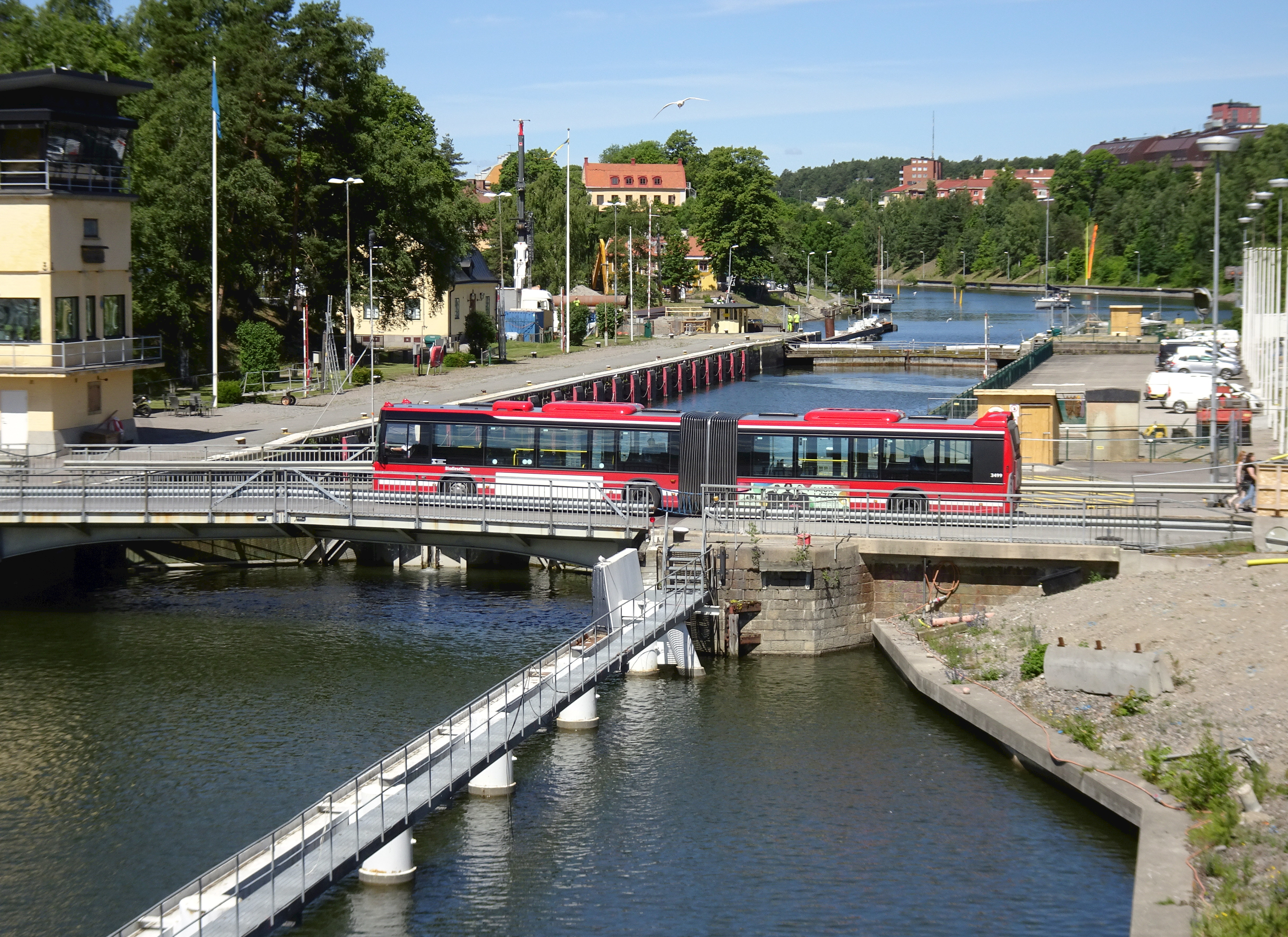
Södertälje sluss med Lotsudden till vänster.
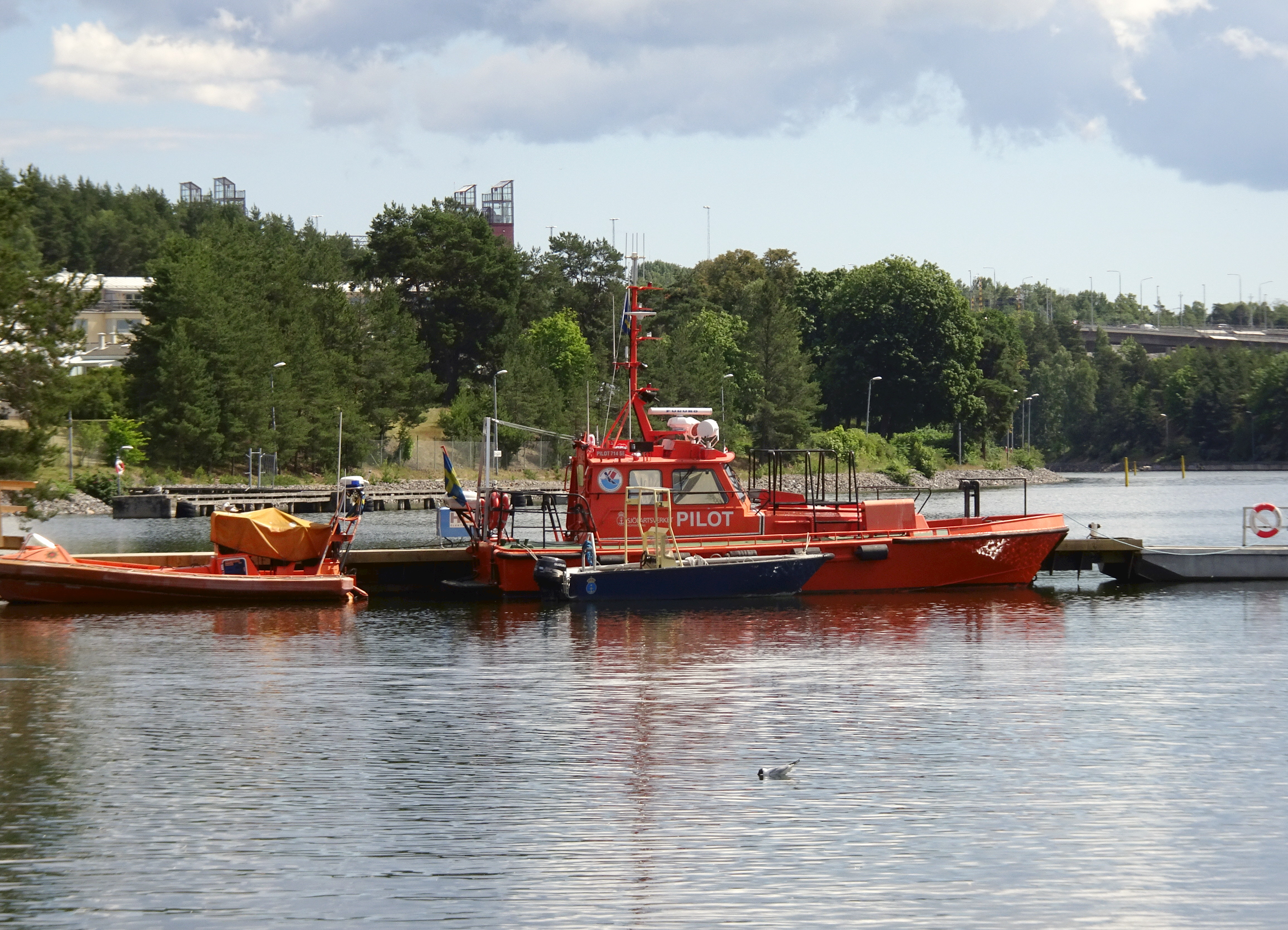
Lotsbåten "Pilot" på Lotsudden.
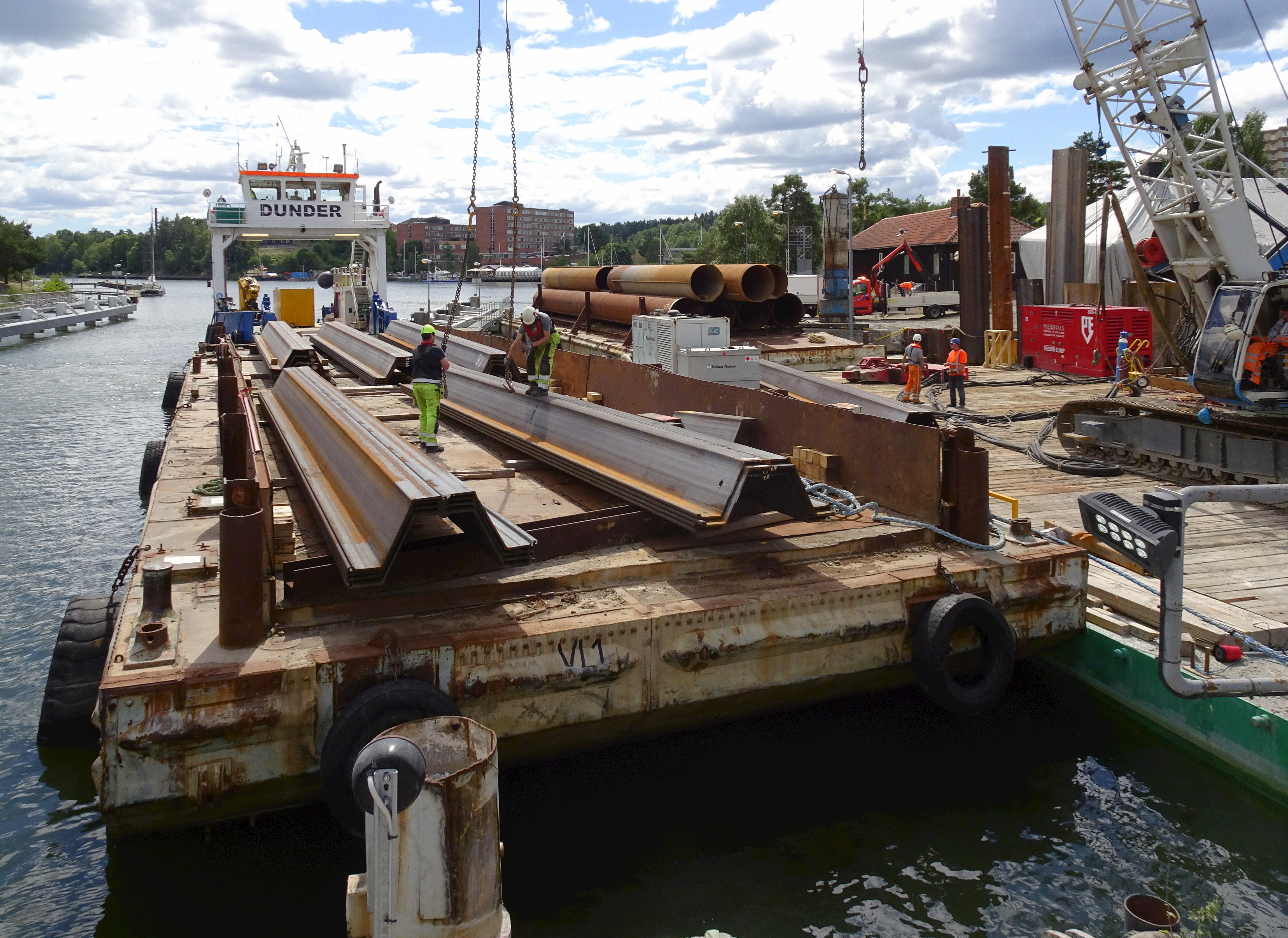
Byggarbeten för Mälarprojektet.